# Districte de Muzaffarnagar
El districte de Muzaffarnagar (hindi मुज़फ़्फ़रनगर ज़िला, urdú مُظفٌر نگر ضلع) és una divisió administrativa d'Uttar Pradesh a la divisió de Saharanpur, amb capital a Muzaffarnagar. Té una superfície de 4.049 km² i la major distància d'est a oest és de 97,6 km i de nord a sud de 57,6 km, i la mitjana és de 5 i 50 km respectivament. L'altura mitjana és de 232 metres. Està creuat per tots dos costats pels dos grans rius sagrats, a l'est el Ganges i a l'oest el Yamuna que marquen els límits del districte. La població segons el cens del 2001 és de 3.541.952 habitants. El districte té la renda per capita més alta del país.

## Administració
El districte està dividit en sis tehsils (cadascun dels quals és al mateix temps una subdivisió fiscal) i catorze blocs (blocks) de desenvolupament rural. El sis tehsils són:
- Muzaffarnagar
- Jansath
- Kairana
- Budhana
- Shamli
- Khatuli (creat darrerament)

I els 14 blocs són:
| Número. | Block     | Número | Block       |
| ------- | --------- | ------ | ----------- |
| 1       | Kookra    | 8      | Budhana     |
| 2       | Bhagra    | 9      | Shahpur     |
| 3       | Purkazi   | 10     | Kandla      |
| 4       | Chatrawal | 11     | Kairana     |
| 5       | Morna     | 12     | Un          |
| 6       | Jansath   | 13     | Shamli      |
| 7       | Khatauli  | 14     | Thanabhavan |

## Història
L'establiment més antic del districte que s'ha trobat és a Mandi, i pertany a la civilització d'Harappa. Després van arribar els pobles indoaris, i al període èpic del Ramayana-Mahabharata fou considerada part del territori de Kuru Mahajanapada amb Usinara i Panchala Mahajanapadas com a veïns orientals. Segons la tradició local la guerra descrita al Mahabharata entre Kauraves i Pandaves es va lliurar a la comarca on avui dia hi ha el poble de Pachenda i els seus campaments estaven situats als llocs ara anomenats Kaurawali i Pandavli. Com a zona propera a Hasthinapur (la capital del regne Pandava) i Kurukshetra, devia ser important en aquell període i probablement en una ruta comercial, ja que s'han trobat monedes gregues i romanes.
Formava part dels dominis de Prithwi Raj, el sobirà chauhan de Delhi i Ajmer. El país no va passar a mans dels musulmans fins al segle xiii i va romandre com a dependència de les successives dinasties del sultanat de Delhi. Tamerlà va avançar per aquesta regió el 1399. En temps d'Akbar la regió, llavors anomenada Sarwat, va formar part del sarkar de Saharanpur. Akbar va cedir la pargana de Sarwat a Sayyid Mahmud Khan Kundliwal, els descendents del qual la van conservar fins al segle xvii. Shah Jahan va matar a Pir Khan Lodi (conegut com a Khan Jahan Lodi, i va cedir la pargana de Sarwat a Sayyid Muzaffar Ali Khan, el fill del qual, Munawar Lashkar Ali, va fundar la ciutat de Muzaffarnagar a la que va donar el nom en honor del seu pare. La història del territori va restar lligada als governants sayyids; fou el lloc de naixement dels famosos germans Sayyid, Hasan i Abdulla.
La dinastia Sayyid iniciada per Muzaffar Ali Khan, tenia centre a Barha; la família s'havia establert a la regió vers el 1350 i va gaudir de la protecció de la dinastia dels Sayyid de Delhi (1414-1452); el sultà Sayyid Khidr Khan (1414-1421) a l'inici del seu regnat va concedir el domini de Saharanpur a Sayyid Salim el cap de la seva confraria i en endavant la nissaga va adquirir poder polític a la cort, amb notable augment territorial als seus dominis familiars. Sota Akbar diverses branques de la família havien esdevingut els principals terratinent de la regió; foren també notables com a caps militars al servei dels emperadors en diverses missions perilloses arreu entre l'Indus i el Narbada; fou mercès als sayyids que el 1707 Bahadur Shah I va aconseguir la victòria d'Agra que li va donar el tron després de la mort d'Aurangzeb; van tenir part decisiva en la revolució del 1712 quan Farrukhsiyar fou elevat al tron i pels seus serveis Sayyid Abdullah fou nomenat wazir imperial i Sayyid Husayn Ali comandant en cap. La caiguda dels germans Sayyids el 1721 va suposar l'inici de la seva pèrdua de poder local i el 1737 foren gairebé exterminats pel seu rival el wazir Kamar al-Din, que els va acusar de planejar una revolta.
Després de la seva caiguda, la ciutat de Muzaffarnagar va ser saquejada pels sikhs que van tenir l'ajut dels gujars; els sikhs va escampar les seves forces pel Doab i van organitzar la recaptació; el territori fou dividit entre diversos caps sikhs cadascun dels quals recaptava al territori assignat; fou governada successivament per rajputs, tyagis, bramans i jats. El 1788 el territori va caure en mans dels marathes i després hi va operar l'aventurer George Thomas; la begum Sumru de Sardhana (al districte de Meerut) tenia grans possessions a les parganes del sud del modern districte, adquirides durant el segle xviii.
Després de la caiguda d'Aligarh el 1803, tot el Doab fins a les muntanyes Siwalik al nord, va passar sense lluita a mans dels britànics; es va formar el districte de Saharanpur que incloïa el posterior districte de Muzaffarnagar excepte una part que va quedar sota administració del resident a Delhi. Un darrer atac sikh es va produir el 1804 encoratjat per Jaswant I Rao Holkar, però fou rebutjat pel coronel Burn que va expulsar els invasors a l'altre costat del riu. El 1824 es va crear el sub col·lectorat de Muzaffarnagar i el 1826 es va formar el districte separat que va tenir freqüents canvis de límits. Va formar part de les Províncies del Nord-oest i fou un dels districtes de la divisió de Meerut.
El 1857 va prendre part a la revolta; en conèixer els fets de Meerut el governador del districte va ordenar el tancament de les oficines el que va donar la sensació que l'autoritat britànica s'havia extingit; es van produir alguns incendis i saquejos (els culpables no foren castigats) però no una rebel·lió oberta fins al dia 21 de juny quan es van revoltar els irregulars natius, que van matar el seu oficial comandant i altres oficials europeus. Els rebels es van establir a Shamir; cinc dies després va arribar a la ciutat un grup del tercer de cavalleria i el juliol R. M. Edwards va arribar des de Saharanpur amb un cos de gurkhes i es va fer càrrec de l'administració; es van adoptar vigoroses mesures per reprimir el crim i recaptar tributs i la situació es va tranquil·litzar si bé a les parganes occidentals romania l'agitació i els rebels de Thana Bhawan van atacar Shamli on van matar 113 persones a sang freda. Van arribar reforços des de Meerut i els rebels van abandonar Thana Bhawan i les seves muralles i portes arrasades; després d'això no va passar res més notable i les tropes van controlar els moviments rebels a l'altre costat del Ganges. Abans del final del motí l'orde havia estat restablert; la repressió britànica fou considerable amb matances de rebels a Shamli i Thanabhavan.
El 1899 es va obrir una oficina del Congrés Nacional Indi (Indian National Congress). En aquesta zona va operar políticament nawabzada Liaquat Ali Khan, que fou el primer primer ministre de Pakistan el 1947.
El 1901 el districte formava part de la divisió de Meerut a les Províncies Unides d'Agra i Oudh; estava regat pels rius Ganges i Jumna; la seva superfície era de 4.315 km². El districte tenia 15 ciutats i 913 pobles i la població era: 
- 1872: 690.107
- 1881: 758.444
- 1891: 772.874
- 1901: 877.188

Administrativament estava dividit en quatre tahsils:
- Muzaffarnagar
- Kairana
- Jansath
- Budhana

Les ciutats principals eren les tres municipalitats de Muzaffarnagar (capital del districte i del tehsil amb 23.444 habitants el 1901), Kairana, i Kandhla. La major part de la població era hindú (69%); els musulmans eren el 29% i els jainistes l'1,5%; hi havia 3000 aryes i 1.500 cristians. La llengua habitual era l'hindi. Les castes principals eren els jats, kahars, bramans, rajputs, banies, gujars, sainis, tages, bauriyes (una tribu peculiar del districte aleshores dedicada a activitats criminals, especialment falsificació de moneda); entre els musulmans la majoria eren julahes, seguits dels sayyids, shaykhs, telis, kassabs, jhojhes i gares.
El tehsil de Muzaffarnagar tenia una superfície de 1.201 km² i el formaven cinc parganes: Muzaffarnagar, 
Baghra, Charthawal, Pur Chhapar i Gordhanpur. La població era de 239.064 habitants el 1901 repartides en 3 ciutats (Muzaffarnagar, Pur i Charthawal) i 264 pobles.

## Arqueologia
- Edificis del segle xvi i XVII a Kairana
- Tombes de Sayyids del segle xvi a Majhera, a uns 25 km al sud-est de Muzaffarnagar
- Fortalesa construïda perl rohilla Najib Khan a Ghausgarh, a uns 30 km al nord-oest de Muzaffarnagar. amb una mesquita erigida pel seu fill